# Мокеево (Гороховецкий район)
Мокеево — деревня в Гороховецком районе Владимирской области России, входит в состав Куприяновского сельского поселения.

## География
Деревня расположена близ берега реки Клязьма в 12 км на запад от центра поселения деревни Выезд и в 8 км на запад от Гороховца.

## История
По переписным книгам 1678 года деревня входила в состав Быстрицкого прихода, в ней было 9 дворов.
В XIX — первой четверти XX века деревня входила в состав Красносельской волости Гороховецкого уезда, с 1926 года — в составе Гороховецкой волости Вязниковского уезда. В 1859 году в деревне числилось 21 дворов, в 1905 году — 25 дворов, в 1926 году — 25 дворов.
С 1929 года деревня являлась центром Мокеевского сельсовета Гороховецкого района, с 1940 года — в составе Княжичевского сельсовета, с 1954 года — в составе Красносельского сельсовета, с 1959 года — в составе Ново-Владимирского сельсовета, с 1977 года — в составе Арефинского сельсовета, с 2005 года в составе Куприяновского сельского поселения.

## Население
| 1859 | 1905 | 1926 | 2002 | 2010 | 2021 |
| ---- | ---- | ---- | ---- | ---- | ---- |
| 157  | ↗200 | ↘119 | ↘11  | ↘4   | ↘3   |